# Rive d'Arcano
Rive d'Arcano es una localidad y comune italiana de la provincia de Udine, región de Friuli-Venecia Julia, con 2.466 habitantes.

## Evolución demográfica
| Gráfica de evolución demográfica de Rive d'Arcano entre 1861 y 2001 |
|                                                                     |
| Fuente ISTAT - elaboración gráfica de Wikipedia                     |